# (2039) Payne-Gaposchkin
(2039) Payne-Gaposchkin – planetoida z pasa głównego asteroid okrążająca Słońce w ciągu 5 lat i 237 dni w średniej odległości 3,17 au. Została odkryta 14 lutego 1974 roku w Agassiz Station przez zespół Harvard College Observatory. Nazwa planetoidy pochodzi od Cecilii Payne-Gaposchkin (1900-1979), angielsko-amerykańskiej astronomki. Przed nadaniem nazwy planetoida nosiła oznaczenie tymczasowe (2039) 1974 CA.